# II. Nemtiemszaf
II. Nemtiemszaf, görögösen Metheszuphisz (ógörögül: Μεθεσούφις), uralkodói nevén Merenré, (ur.: kb. Kr. e. 2184-ben) az egyiptomi óbirodalom VI. dinasztiájának hatodik fáraója.
Édesapját, II. Pepit követte a trónon, de még abban az évben meghalt.